# Childer Thornton
Childer Thornton är en ort i unparished area Ellesmere Port, i distriktet Cheshire West and Chester, Storbritannien. Den ligger i grevskapet Cheshire och riksdelen England, i den centrala delen av landet, 270 km nordväst om huvudstaden London. Childer Thornton ligger 31 meter över havet och antalet invånare är 685. Childer Thornton var en civil parish 1866–1950 när blev den en del av Ellesmere Port. Civil parish hade 792 invånare år 1931.
Terrängen runt Childer Thornton är platt. En vik av havet är nära Childer Thornton åt nordost.Runt Childer Thornton är det tätbefolkat, med 266 invånare per kvadratkilometer. Närmaste större samhälle är Liverpool, 13,0 km norr om Childer Thornton. Trakten runt Childer Thornton består i huvudsak av gräsmarker.